# Хилсборо (Мериленд)
Хилсборо (енгл. Hillsboro) град је у америчкој савезној држави Мериленд.

## Демографија
По попису из 2010. године број становника је 161, што је 2 (-1,2%) становника мање него 2000. године.
| Група             | 2000.       | 2010.       |
| Белци             | 159 (97,5%) | 152 (94,4%) |
| Афроамериканци    | 2 (1,2%)    | 4 (2,5%)    |
| Азијати           | 0 (0,0%)    | 0 (0,0%)    |
| Хиспаноамериканци | 1 (0,6%)    | 5 (3,1%)    |
| Укупно            | 163         | 161         |